# Collegio di St Ives
St Ives è un collegio elettorale inglese situato in Cornovaglia e rappresentato alla Camera dei comuni del parlamento del Regno Unito. Elegge un membro del parlamento con il sistema maggioritario a turno unico; l'attuale parlamentare è Andrew George dei Liberal Democratici, che rappresenta il collegio dal 2024.

## Estensione

St Ives dal 2010 al 2024

- 1885-1918: i Borough di Penzance e St Ives, la divisione sessionale di West Penwith (incluse le isole Scilly) e le parrocchie civili di St Erth e Uny-Lelant.
- 1918-1950: i Borough di Penzance e St Ives, i distretti urbani di Ludgvan, Madron, Paul e St Just, i distretti rurali di West Penwith, le isole Scilly e parte del distretto rurale di Helston.
- 1950-1983: i Borough di Helston, Penzance e St Ives, il distretto urbano di St Just, le isole Scilly e parte dei distretti rurali di Kerrier e West Penwith.
- 1983-2010: il distretto di Penwith, i ward del distretto di Kerrier di Breage and Germoe, Crowan, Grade-Ruan and Landewednack, Helston North, Helston South, Meneage, Mullion, Porthleven, St Keverne and Wendron e Sithney e le isole Scilly.
- 2010-2024: i ward del distretto di Penwith di Goldsithney, Gulval and Heamoor, Lelant and Carbis Bay, Ludgvan and Towednack, Madron and Zennor, Marazion and Perranuthnoe, Morvah, Pendeen and St Just, Penzance Central, Penzance East, Penzance Promenade, Penzance South, St Buryan, St Erth and St Hilary, St Ives North e St Ives South, i ward del distretto di Kerrier di Breage and Crowan, Grade-Ruan and Landewednack, Helston North, Helston South, Meneage, Mullion, Porthleven and Sithney e St Keverne, e le isole Scilly.
- dal 2024: le divisioni elettorali della Cornovaglia di Crowan, Sithney and Wendron; Helston North; Helston South and Meneage; Land’s End; Long Rock, Marazion and St Erth; Ludgvan, Madron, Gulval and Heamoor; Mousehole, Newlyn and St Buryan; Mullion and St Keverne; Penzance East; Penzance Promenade; Porthleven, Breage and Germoe; St Ives East, Lelant and Carbis Bay e St Ives West and Towednack, e le isole Scilly.[1]

Il collegio di St Ives copre la parte sud-occidentale della Cornovaglia, e comprende i punti più meridionale ed occidentale dell'Inghilterra (sia che si consideri solo l'isola principale di Gran Bretagna, sia considerando le isole esterne), e comprende parti degli ex distretti di Penwith e Kerrier. Le principali città del collegio sono Penzance, St Ives e Helston. Comprende anche le isole Scilly, che totalizzano circa 1.700 elettori, su un totale di circa 63.000. Il collegio comprende Tate St Ives, St Michael's Mount (anch'esso un'isola) e Land's End.

## Membri del parlamento dal 1832
| Elezione | Elezione                | Deputato                  | Partito             |
| -------- | ----------------------- | ------------------------- | ------------------- |
|          | 1832                    | James Halse               | Conservatore        |
| 1838 (S) | William Tyringham Praed |                           | Conservatore        |
| 1846 (S) | William Vane            |                           | Conservatore        |
| 1852     | Robert Laffan           |                           | Conservatore        |
| 1857     | Henry Paull             |                           | Conservatore        |
|          | 1868                    | Charles Magniac           | Liberale            |
|          | 1874                    | Edward Gershour Davenport | Conservatore        |
| 1874 (S) | Charles Tyringham Praed |                           | Conservatore        |
|          | 1880                    | Charles Reed              | Liberale            |
|          | 1881 (S)                | Charles Campbell Ross     | Conservatore        |
|          | 1885                    | John St Aubyn             | Liberale            |
|          | 1886                    | John St Aubyn             | Liberale Unionista  |
| 1887 (S) | Thomas Bedford Bolitho  |                           | Liberale Unionista  |
| 1900     | Edward Hain             |                           | Liberale Unionista  |
|          | Edward Hain             | 1904                      | Liberale            |
| 1906     | Clifford Cory           |                           | Liberale            |
|          | 1922                    | Anthony Hawke             | Conservatore        |
|          | 1923                    | Clifford Cory             | Liberale            |
|          | 1924                    | Anthony Hawke             | Conservatore        |
|          | 1928 (S)                | Hilda Runciman            | Liberale            |
| 1929     | Walter Runciman         |                           | Liberale            |
|          | Walter Runciman         | 1931                      | Liberale Nazionale  |
| 1937 (S) | Alec Beechman           |                           | Liberale Nazionale  |
| 1950     | Greville Howard         |                           | Liberale Nazionale  |
| 1966     | John Nott               |                           | Liberale Nazionale  |
|          | John Nott               | 1968                      | Conservatore        |
| 1983     | David Harris            |                           | Conservatore        |
|          | 1997                    | Andrew George             | Liberal Democratici |
|          | 2015                    | Derek Thomas              | Conservatore        |
|          | 2024                    | Andrew George             | Liberal Democratici |

## Elezioni

### Elezioni negli anni 2020
| Partito                    | Partito                                         | Candidato                  | Risultati 4 luglio 2024 | Risultati 4 luglio 2024 |
| Partito                    | Partito                                         | Candidato                  | Voti                    | %                       |
| -------------------------- | ----------------------------------------------- | -------------------------- | ----------------------- | ----------------------- |
|                            | Lib Dem                                         | Andrew George              | 25 033                  | 52,04                   |
|                            | Conservatore                                    | Derek Thomas               | 11 247                  | 23,38                   |
|                            | Reform UK                                       | Giane Mortimer             | 6 492                   | 13,50                   |
|                            | Laburista                                       | Filson Ali                 | 2 788                   | 5,80                    |
|                            | Verdi                                           | Ian Flindall               | 1 797                   | 3,74                    |
|                            | Indipendente                                    | Dave Laity                 | 360                     | 0,75                    |
|                            | Liberale                                        | Paul Nicholson             | 187                     | 0,39                    |
|                            | UKIP                                            | Jason Saunders             | 111                     | 0,23                    |
|                            | The Common People                               | John Harris                | 91                      | 0,19                    |
|                            |                                                 |                            |                         |                         |
| Iscritti                   | Iscritti                                        | Iscritti                   | 69 680                  | 100,00                  |
| ↳ Votanti (% su iscritti)  | ↳ Votanti (% su iscritti)                       | ↳ Votanti (% su iscritti)  | 48 106                  | 69,04                   |
| ↳ Astenuti (% su iscritti) | ↳ Astenuti (% su iscritti)                      | ↳ Astenuti (% su iscritti) | 21 574                  | 30,96                   |
|                            |                                                 |                            |                         |                         |
|                            | Esito: collegio passa da Conservatore a Lib Dem |                            |                         |                         |

### Elezioni negli anni 2010
| Partito                    | Partito                                   | Candidato                  | Risultati 12 dicembre 2019 | Risultati 12 dicembre 2019 |
| Partito                    | Partito                                   | Candidato                  | Voti                       | %                          |
| -------------------------- | ----------------------------------------- | -------------------------- | -------------------------- | -------------------------- |
|                            | Conservatore                              | Derek Thomas               | 25 365                     | 49,34                      |
|                            | Lib Dem                                   | Andrew George              | 21 085                     | 41,01                      |
|                            | Laburista                                 | Alana Bates                | 3 553                      | 6,91                       |
|                            | Verdi                                     | Ian Flindall               | 964                        | 1,88                       |
|                            | Liberale                                  | Robert Smith               | 314                        | 0,61                       |
|                            | Common People                             | John Harris                | 132                        | 0,26                       |
|                            |                                           |                            |                            |                            |
| Iscritti                   | Iscritti                                  | Iscritti                   | 68 795                     | 100,00                     |
| ↳ Votanti (% su iscritti)  | ↳ Votanti (% su iscritti)                 | ↳ Votanti (% su iscritti)  | 51 413                     | 74,73                      |
| ↳ Astenuti (% su iscritti) | ↳ Astenuti (% su iscritti)                | ↳ Astenuti (% su iscritti) | 17 382                     | 25,27                      |
|                            |                                           |                            |                            |                            |
|                            | Esito: collegio confermato a Conservatore |                            |                            |                            |

| Partito                    | Partito                                   | Candidato                  | Risultati 8 giugno 2017 | Risultati 8 giugno 2017 |
| Partito                    | Partito                                   | Candidato                  | Voti                    | %                       |
| -------------------------- | ----------------------------------------- | -------------------------- | ----------------------- | ----------------------- |
|                            | Conservatore                              | Derek Thomas               | 22 120                  | 43,18                   |
|                            | Lib Dem                                   | Andrew George              | 21 808                  | 42,57                   |
|                            | Laburista                                 | Christopher Drew           | 7 298                   | 14,25                   |
|                            |                                           |                            |                         |                         |
| Iscritti                   | Iscritti                                  | Iscritti                   | 67 491                  | 100,00                  |
| ↳ Votanti (% su iscritti)  | ↳ Votanti (% su iscritti)                 | ↳ Votanti (% su iscritti)  | 51 226                  | 75,90                   |
| ↳ Astenuti (% su iscritti) | ↳ Astenuti (% su iscritti)                | ↳ Astenuti (% su iscritti) | 16 265                  | 24,10                   |
|                            |                                           |                            |                         |                         |
|                            | Esito: collegio confermato a Conservatore |                            |                         |                         |

| Partito                    | Partito                                         | Candidato                  | Risultati 7 maggio 2015 | Risultati 7 maggio 2015 |
| Partito                    | Partito                                         | Candidato                  | Voti                    | %                       |
| -------------------------- | ----------------------------------------------- | -------------------------- | ----------------------- | ----------------------- |
|                            | Conservatore                                    | Derek Thomas               | 18 491                  | 38,27                   |
|                            | Lib Dem                                         | Andrew George              | 16 022                  | 33,16                   |
|                            | UKIP                                            | Graham Calderwood          | 5 720                   | 11,84                   |
|                            | Laburista                                       | Cornelius Olivier          | 4 510                   | 9,34                    |
|                            | Verdi                                           | Tim Andrewes               | 3 051                   | 6,32                    |
|                            | Mebyon Kernow                                   | Rob Simmons                | 518                     | 1,07                    |
|                            |                                                 |                            |                         |                         |
| Iscritti                   | Iscritti                                        | Iscritti                   | 65 552                  | 100,00                  |
| ↳ Votanti (% su iscritti)  | ↳ Votanti (% su iscritti)                       | ↳ Votanti (% su iscritti)  | 48 312                  | 73,70                   |
| ↳ Astenuti (% su iscritti) | ↳ Astenuti (% su iscritti)                      | ↳ Astenuti (% su iscritti) | 17 240                  | 26,30                   |
|                            |                                                 |                            |                         |                         |
|                            | Esito: collegio passa da Lib Dem a Conservatore |                            |                         |                         |

| Partito                    | Partito                              | Candidato                  | Risultati 6 maggio 2010 | Risultati 6 maggio 2010 |
| Partito                    | Partito                              | Candidato                  | Voti                    | %                       |
| -------------------------- | ------------------------------------ | -------------------------- | ----------------------- | ----------------------- |
|                            | Lib Dem                              | Andrew George              | 19 619                  | 42,72                   |
|                            | Conservatore                         | Derek Thomas               | 17 900                  | 38,98                   |
|                            | Laburista                            | Philippa Latimer           | 3 751                   | 8,17                    |
|                            | UKIP                                 | Michael Faulkner           | 2 560                   | 5,57                    |
|                            | Verdi                                | Tim Andrewes               | 1 308                   | 2,85                    |
|                            | Cornish Democrats                    | Jonathan Rogers            | 396                     | 0,86                    |
|                            | Mebyon Kernow                        | Simon Reed                 | 387                     | 0,84                    |
|                            |                                      |                            |                         |                         |
| Iscritti                   | Iscritti                             | Iscritti                   | 66 944                  | 100,00                  |
| ↳ Votanti (% su iscritti)  | ↳ Votanti (% su iscritti)            | ↳ Votanti (% su iscritti)  | 45 921                  | 68,60                   |
| ↳ Astenuti (% su iscritti) | ↳ Astenuti (% su iscritti)           | ↳ Astenuti (% su iscritti) | 21 023                  | 31,40                   |
|                            |                                      |                            |                         |                         |
|                            | Esito: collegio confermato a Lib Dem |                            |                         |                         |

### Elezioni negli anni 2000
| Partito                    | Partito                              | Candidato                  | Risultati 5 maggio 2005 | Risultati 5 maggio 2005 |
| Partito                    | Partito                              | Candidato                  | Voti                    | %                       |
| -------------------------- | ------------------------------------ | -------------------------- | ----------------------- | ----------------------- |
|                            | Lib Dem                              | Andrew George              | 25 577                  | 50,73                   |
|                            | Conservatore                         | Christian Mitchell         | 13 968                  | 27,70                   |
|                            | Laburista                            | Michael Dooley             | 6 583                   | 13,06                   |
|                            | UKIP                                 | Michael Faulkner           | 2 551                   | 5,06                    |
|                            | Verdi                                | Katrina Slack              | 1 738                   | 3,45                    |
|                            |                                      |                            |                         |                         |
| Iscritti                   | Iscritti                             | Iscritti                   | 74 716                  | 100,00                  |
| ↳ Votanti (% su iscritti)  | ↳ Votanti (% su iscritti)            | ↳ Votanti (% su iscritti)  | 50 417                  | 67,48                   |
| ↳ Astenuti (% su iscritti) | ↳ Astenuti (% su iscritti)           | ↳ Astenuti (% su iscritti) | 24 299                  | 32,52                   |
|                            |                                      |                            |                         |                         |
|                            | Esito: collegio confermato a Lib Dem |                            |                         |                         |

| Partito                    | Partito                              | Candidato                  | Risultati 7 giugno 2001 | Risultati 7 giugno 2001 |
| Partito                    | Partito                              | Candidato                  | Voti                    | %                       |
| -------------------------- | ------------------------------------ | -------------------------- | ----------------------- | ----------------------- |
|                            | Lib Dem                              | Andrew George              | 25 413                  | 51,58                   |
|                            | Conservatore                         | Joanna Richardson          | 15 360                  | 31,18                   |
|                            | Laburista                            | William Morris             | 6 567                   | 13,33                   |
|                            | UKIP                                 | Michael Faulkner           | 1 926                   | 3,91                    |
|                            |                                      |                            |                         |                         |
| Iscritti                   | Iscritti                             | Iscritti                   | 74 256                  | 100,00                  |
| ↳ Votanti (% su iscritti)  | ↳ Votanti (% su iscritti)            | ↳ Votanti (% su iscritti)  | 49 266                  | 66,35                   |
| ↳ Astenuti (% su iscritti) | ↳ Astenuti (% su iscritti)           | ↳ Astenuti (% su iscritti) | 24 990                  | 33,65                   |
|                            |                                      |                            |                         |                         |
|                            | Esito: collegio confermato a Lib Dem |                            |                         |                         |

## Risultati dei referendum

### Referendum sulla permanenza del Regno Unito nell'Unione europea del 2016
|             | Collegio | Lasciare UE % | Rimanere in UE % |
| ----------- | -------- | ------------- | ---------------- |
|             | St Ives  | 54,2%         | 45,8%            |
| Inghilterra | 53,3%    | 46,7%         |                  |
| Regno Unito | 51,9%    | 48,1%         |                  |